# Cinq articles des remontrants
Les Cinq articles des remontrants ou Remontrance sont des propositions théologiques élaborées en 1610 à La Haye par des disciples de Jacobus Arminius, professeur à l'université de Leyde, en désaccord avec les interprétations de l'enseignement de Jean Calvin en vigueur dans l'Église réformée néerlandaise, Église officielle dans la république des Sept Provinces-Unies des Pays-Bas.
À la suite de la publication de ces Cinq articles, les partisans des doctrines d'Arminius sont appelés les « remontrants ». Leurs adversaires, partisans de Franciscus Gomarus, répondent par une contre-remontrance. La controverse aboutit en quelques années à une crise politique majeure, à la condamnation théologique des Cinq articles lors du synode de Dordrecht (1618-1619).

## Histoire

### La conférence arminienne de La Haye (1610)
Peu de temps après la mort d'Arminius (octobre 1609), quarante-trois prédicateurs et théologiens (leur nombre exact est débattu), se réunissent à La Haye le 14 janvier 1610 afin de mettre par écrit leurs points de vue sur toutes les doctrines qui, dans les années 1600, ont été l'objet de controverse à l'université de Leyde entre Arminius et son principal adversaire, le professeur Franciscus Gomarus.
Un texte sous la forme d'une « remontrance » est principalement rédigé par Johannes Wtenbogaert et, après quelques amendements, approuvé et signé par tous les participants. Il est présenté aux États de la province de Hollande la même année.
Les remontrants ne rejettent pas la confession et le catéchisme, mais ne les reconnaissent pas comme des canons de foi permanents et immuables. Ils n'attribuent l'autorité qu'à la parole de Dieu dans la Sainte Écriture et sont opposés à tout formalisme. Ils affirment également que les autorités laïques ont le droit de s'immiscer dans les conflits théologiques afin de préserver la paix et de prévenir les schismes au sein de l'Église.

### La réponse des gomaristes (1611)
Les Cinq articles des remontrants font l'objet d'une réponse, écrite principalement par Festus Hommius, intitulée Contre remontrance (1611). Celle-ci défendit la Confessio Belgica contre les critiques théologiques des disciples de feu Jacobus Arminius, bien qu'Arminius lui-même ait confessé jusqu'à sa mort l'adhésion à la Confessio Belgica et au Catéchisme de Heidelberg,.

### Le synode de Dordrecht (1618-1619) et la condamnation des thèses arminiennes
Les Cinq articles des remontrants sont soumis à l'examen du synode national tenu à Dordrecht en 1618-1619 (voir Synode de Dordrecht). Les jugements du synode, connus sous le nom de Canons de Dordrecht, répondent à chacun des articles de la remontrance en les réfutant. 
Cette réponse a donné naissance à ce que l’on appelle depuis lors les cinq points du calvinisme. Ils concernent les conceptions sotériologiques de cette confession, résumant l'essentiel de ce que, à l'époque, les calvinistes croyaient constituer une vision orthodoxe.

## Les cinq articles

### Article 1 - Élection conditionnelle
Cet article affirme que l'élection est conditionnelle à la foi en Christ et que Dieu choisit de sauver ceux qui, selon sa prescience auront foi en lui. Cet article rejette le fait que l'élection dans le Christ soit inconditionnelle,,.

### Article 2 - Expiation illimitée
Cet article affirme que le salut est destiné à tous mais se limite effectivement à ceux qui croient en Jésus-Christ. Cet article rejette le principe de l'expiation limitée, qui soutient que Christ n'est mort que pour ceux qu'il a choisi de sauver,,.

### Article 3 - Dépravation totale
Cet article affirme que l'homme est sujet à la dépravation totale, c'est-à-dire incapable de faire la volonté de Dieu et de se sauver par ses propres efforts à moins que le libre arbitre ne soit libéré par la grâce prévenante de Dieu,,.

### Article 4 - Grâce prévenante et grâce résistible
Cet article affirme qu'une fois que la grâce prévenante de Dieu a œuvré pour habiliter l'homme à croire, ce dernier peut résister à la grâce de Dieu en faisant usage de son libre arbitre. Cet article rejette l'idée que la grâce justifiante de Dieu soit irrésistible,,.

### Article 5 - Préservation conditionnelle des saints
Cet article, plutôt que de rejeter catégoriquement la notion de persévérance des saints, affirme qu'elle est conditionnelle au fait que le croyant reste en Christ. Les auteurs ont explicitement déclaré qu'ils n'étaient pas sûrs de ce point et qu'une étude plus approfondie était nécessaire,,. 
Entre 1610 et la procédure officielle du Synode de Dordrecht (1618), les remontrants furent eux-mêmes pleinement convaincus que les Écritures enseignent que le vrai croyant est capable de se détacher de la foi et de périr éternellement en tant qu'incroyant. Ils formalisèrent leurs points de vue dans l'Opinion des remontrants (1618) qui fut leur position officielle durant le Synode de Dordrecht,. Plus tard, ils exprimèrent cette même position dans la Confession de foi des remontrants (1621).

### Citations
1. ↑  Olson 2009, p. 31.
2. ↑  Flour 1889, p. 40-44.
3. ↑  Allain 2019, p. 44. Chap. 4.2.1
4. ↑  Stanglin et McCall 2021, p. 29.
5. ↑  Stanglin et McCall 2021, p. 12, 96.
6. ↑  DeJong 1968, p. 209–213.
7. ↑  Flour 1889, p. 49-50.
8. ↑  Stanglin 2009, p. 11.
9. ↑  Stanglin et McCall 2021, p. 96.
10. ↑  Baubérot 2015.
11. ↑  Wynkoop 1999, p. 55-56.
12. ↑  Flour 1889, Article 1, p. 44-46. « De toute éternité, avant la création du monde, Dieu a décrété par une décision immuable et éternelle en son fils Jésus-Christ, de sauver (au sein de l'humanité coupable et déchue par ses péchés), en Christ, pour Christ et par Christ ceux qui, par la grâce du Saint-Esprit, croient à ce Fils et qui persévèrent jusqu'à la fin dans cette foi, et d'un autre côté de rejeter dans le péché et la colère les inconvertis et les incrédules et de les condamner comme éloignés de Christ, d'après cette parole de Jean 3:36 : « Celui qui croit au Fils a la vie éternelle ; celui qui ne croit point au Fils ne verra point la vie ; mais la colère de Dieu demeure sur lui ». »
13. 1 2 3 4 5  Schaff 2007, p. 545-549.
14. ↑  Nerée 1624, Article 1, p. 385.
15. ↑  Flour 1889, Article 2, p. 44-46. « Par conséquent, Jésus-Christ, le Sauveur du monde, est mort pour tous les hommes, de sorte qu'il a obtenu pour tous, par la mort sur la croix, le pardon et la rémission de leurs péchés, mais de façon que les fidèles seuls jouissent vraiment de ce pardon selon Jean 3:16 : « En effet, Dieu a tant aimé le monde, qu'il a donné son Fils unique, afin que quiconque croit en lui ne périsse point, mais qu'il ait la vie éternelle » et, selon 1 Jean 2:2 : « Il est lui-même une victime de propitiation pour nos péchés, non-seulement pour les nôtres, mais aussi pour ceux du monde entier. » »
16. ↑  Nerée 1624, Article 2, p. 400-401.
17. ↑  Flour 1889, Article 3, p. 44-46. « L'homme ne saurait avoir par lui-même la foi sanctifiante, par la force de sa libre volonté, de sorte que dans son état de chute et de péché, il ne peut ni faire, ni penser par lui-même quelque chose de bien ; mais il a besoin du Saint-Esprit, afin que, par Dieu et en Jésus-Christ, il soit créé de nouveau, quant à son esprit, ses passions et sa volonté, et qu'il comprenne, saisisse, veuille et accomplisse le vrai bien selon les paroles de Christ, Jean 15:5 : « Car hors de moi, vous ne pouvez rien faire. » »
18. ↑  Nerée 1624, Article 3, p. 415.
19. ↑  Flour 1889, Article 4, p. 44-46. « Cette grâce est le commencement, le progrès et l'accomplissement de tout bien, de façon que l'homme régénéré ne saurait croire, vouloir ou faire le bien sans le secours de cette grâce prévenante, stimulante, suivante et coopérante ; donc toutes les bonnes actions imaginables doivent être attribuées à la grâce de Dieu, en Christ. Quant à son action, cette grâce n'est pas irrésistible car il est dit de beaucoup de gens qu'ils ont résisté au Saint-Esprit (Actes 7 et autres). »
20. ↑  Nerée 1624, Article 4, p. 415.
21. ↑  Flour 1889, Article 5, p. 44-46. « Ceux qui par la vraie foi sont incorporés à Jésus-Christ, et qui en outre participent à son esprit vivifiant, possèdent une force suffisante pour combattre et vaincre Satan, le péché, le monde et leur propre chair, naturellement toujours avec l'aide de la grâce du Saint-Esprit; Jésus-Christ les assiste de son esprit dans toutes les tentations, leur tend la main, et pourvu qu'ils soient prêts au combat, réclament son aide et soient sur leurs gardes, ils ne sauraient être surpris par aucune ruse ou violence de Satan, ou enlevés de la main de Christ, comme il le dit lui-même, Jean 10:29 : « Et nul ne les ravira de ma main ». A l'égard de cette question : si les hommes ayant commencé d'être à Christ, peuvent par négligence se reprendre d'amour pour le monde, déroger à la sainte doctrine qu'ils ont adoptée, perdre une bonne conscience et abandonner la grâce ? C'est là une question qu'il faut examiner selon les Saintes Ecritures, avant de pouvoir se prononcer et se faire une conviction. »
22. ↑  Nerée 1624, Article 5, p. 428-429.
23. ↑  Nerée 1624, Sentence des remonstrants, Article 5, points 3-4, p. 227. Adapté de l'ancien français : Il est possible pour les vrais croyants de se détourner de la vraie foi et de tomber dans des péchés démontrant explicitement que la personne n’est plus dans une foi véritable et justifiante ; il ne leur est pas uniquement possible de tomber ainsi, car de telles situations se produisent souvent. Les vrais croyants sont capables, par leur propre responsabilité, de tomber dans des péchés flagrants et d’une cruauté terrible, de persévérer et de mourir dans ces péchés, et donc finalement de périr en étant perdus.
24. ↑  DeJong 1968, p. 220 et suiv..
25. ↑  Witzki 2010.

### Sources
- Thierry Allain, Les Provinces-Unies à l'époque moderne: De la Révolte à la République batave, Malakoff, Armand Colin, 2019
- Jean Baubérot, Dictionnaire de la Théologie chrétienne, Namur, Encyclopaedia Universalis, 2015 (lire en ligne), « Arminianisme », p. 216-220
- (en-US) Roger E. Olson, Arminian Theology: Myths and Realities, Downers Grove, Illinois, InterVarsity Press, 2009
- (en) Peter Y. DeJong, Crisis In The Reformed Churches : Essays in Commemoration of the Synod of Dort (1618-1619), Grand Rapids, Michigan, Reformed Fellowship, Inc., 1968
- Charles Flour, Etude historique sur l'arminianisme (thèse), Nimes, Impr. Clavel et Chastanier, 1889 (lire en ligne)
- Richard Jean de Nérée, Actes du Synode national, tenu à Dordrecht, l'an 1618 et 1619, vol. 1, Leyden, Elsevir, 1624 (lire en ligne)
- (en) Phillip Schaff, The Creeds of Christendom, vol. 3, Grand Rapids, MI, Baker Books, 2007 (ISBN 0-8010-8232-3, lire en ligne), « The Five Arminian Articles. A.D. 1610 », p. 545-549.
- (en) Keith D. Stanglin et Thomas H. McCall, After Arminius: A Historical Introduction to Arminian Theology, New York, Oxford University Press, 2021
- (en) Steve Witzki, « The Arminian Confession of 1621 and Apostasy », sur Society of Evangelical Arminians, 2010 (consulté le 25 mai 2019)
- Mildred Bangs Wynkoop, Les Fondements de la théologie wesleyo-arminienne, Chennevière-sur-Marne, Maison des publications nazaréennes, 1999, p. 132.